# 1999년 뉴욕 영화제
제37회 뉴욕 영화제는 1999년 9월 24일에 열린 시상식이다.

## 수상 (비경쟁)

### 장편 상영작
- 엣지 오브 더 월드 - 마이클 포웰, Laurence Attali
- 이웃집 지휘관 - Benoit Mariage
- 인간 합격 - 구로사와 기요시
- 시실리아 - 다니엘 위예
- 편지 - 마뇰 드 올리베이라
- 아름다운 직업 - 클레어 드니
- 줄리언 돈키보이 - 하모니 코린
- 잃어버린 시간을 찾아서 - 라울 루이즈
- 소년은 울지 않는다 - 킴벌리 피어스
- 존 말코비치 되기 - 스파이크 존즈
- 뒤죽박죽 - 마이크 리
- 유하 - 아키 카우리스마키
- 로제타 - 장 피에르 다르덴
- 도그마 - 케빈 스미스
- 폴라 X - 레오 까락스
- 자유를 향해 - 레아 풀
- 영원한 사랑 - 유세프 샤힌
- 우먼 체이서 - 로빈슨 드버
- 홀리 스모크 - 제인 캠피온

### 스페셜 이벤트
- 원령 공주 - 미야자키 하야오